# Marcelle de Manziarly
Marcelle de Manziarly (* 1. Oktoberjul. / 13. Oktober 1899greg., Charkow, Russisches Kaiserreich; † 12. Mai 1989 Ojai, Kalifornien, USA) war eine französisch-russische Komponistin und Pianistin.

## Leben
Nachdem ihre Eltern 1905 nach Paris ausgewandert waren, begann sie 1911 bei Nadia Boulanger zu studieren. Ihre künstlerische Ausbildung umfasste Dirigierkurse bei Felix Weingartner in Basel (1930/31) und, noch 1943, ein spätes Klavierstudium bei Isabelle Vengerova.
Sie gewann den 1. Preis der „Ligue des Femmes de Professions Liberales“ für ihr Werk Sonata für Violine und Pianoforte (1920).
In ihren späteren Jahren lebte Marcelle de Manziarly in den USA, arbeitete aber abwechselnd in Frankreich und den USA.

## Musik und Werk
Ihr Werk umfasst zahlreiche Kompositionen für Klavier, unter anderem Konzertetüden und ein 1933 unter Alfredo Casella und dem Concertgebouw-Orchester Amsterdam uraufgeführtes Klavierkonzert. Ihr Frühwerk verrät den Einfluss der Impressionisten. Auch später griff sie auf diese Tonsprache zurück, z. B. in ihrem 1952 entstandenen Trio für Flöte, Violoncello und Klavier. Bekannt wurde ihre Sonate pour Notre Dame, die sie anlässlich der Befreiung von Paris von den Nationalsozialisten schrieb (1944).
Nach einer Indienreise und der Bekanntschaft mit Rabindranath Thakur war ihre Musik zeitweise von indischen Tonsystemen beeinflusst.